# Инти-Ильимани
Инти-Ильимани (исп. Inti-Illimani, читается Инти-Ийимани) — латиноамериканский фольклорный вокально-инструментальный ансамбль из Чили. Является исполнителем многих протестных песен (Nueva canción), в частности «Venceremos» и «El pueblo unido jamás será vencido».

## Название
Состоит из двух слов: Инти (солнце, язык кечуа) и Йимани (беркут, гора в Боливии, язык аймара).

## История
Ансамбль основан группой студентов Государственного технического университета Сантьяго в 1967 году.
В 1973 году во время гастролей ансамбля по Европе, командующий генерал армии Аугусто Пиночет устроил в Чили государственный переворот, сместив социалистическое правительство президента Сальвадора Альенде.
С этого момента местом постоянного проживания группы стала Италия, где она поддерживала международные кампании солидарности для восстановления демократии в Чили. В сентябре 1988 года запрет для участников группы на въезд в страну был снят, и они вернулись в Чили, где теперь проживают постоянно.
В начале ансамбль возглавлялся в музыкальном плане Хорасио Салинасом, а в политическом — Хорхе Кулоном. В 2001 году группа распалась, трое участников вышли из коллектива (Хорасио Салинас, Хорасио Дуран, Хосе Севес). Их заменили Мануэль Мериньо, Кристиан Гонзалес и Хуан Флорес.
Первые три участника организовали в 2005 году собственную группу Inti-Histórico.

## Альбомы
- Si Somos Americanos (1969)
- Voz para el camino (1969)
- Por la CUT (1969)
- A la Revolución Mexicana (1969)
- Inti Illimani (1969)
- Inti-Illimani (1970)
- Canto al Programa (1970)
- Charagua/El Aparecido (1971)
- Autores Chilenos (1971)
- Nuestro México, Febrero 23/Dolencias (1972)
- Canto para una Semilla (1972)
- Quebrada de Humahuaca/Taita Salasaca (1972)
- Canto de Pueblos Andinos, Vol. 1 (1973)
- Viva Chile! (1973)
- La Nueva Canción Chilena (Inti-Illimani 2) (1974)
- Canto de Pueblos Andinos (Inti-Illimani 3) (1975)
- Hacia La Libertad (Inti-Illimani 4) (1975)
- Canto de Pueblos Andinos, Vol. 2 (Inti-Illimani 5) (1976)
- Chile Resistencia (Inti-Illimani 6) (1977)
- Canto per una Seme (1978) — Italian edition of Canto para una Semilla (1972)
- Canción para Matar una Culebra (1979)
- Jag Vill Tacka Livet (Gracias a la Vida) (1980)
- En Directo (1980)
- Palimpsesto (1981)
- The Flight of the Condor (1982)
- Con la Razón y la Fuerza (1982)
- Imaginación (1984)
- Sing to me the Dream (1984)
- Return of the Condor (1984)
- La Muerte no Va Conmigo (1985)
- De Canto y Baile (1986)
- Fragmentos de un Sueño (1987)
- Leyenda (1990)
- Andadas (1992)
- Arriesgaré la Piel (1996)
- Grandes Exitos (1997)
- Lejanía (1998)
- Amar de Nuevo (1999)
- Sinfónico (1999)
- La Rosa de los Vientos (1999)
- Inti-Illimani Interpreta a Víctor Jara (2000)
- Antología en Vivo (2001)
- Lugares Comunes (2002)
- Viva Italia (2003)
- Pequeño Mundo (2006)
- Meridiano (2010)

## Дискография Инти-Историко
- Musica en la memoria n°1 (2005)
- Musica en la memoria n°2 (2006)
- Antología en vivo (2006)
- Esencial (2006)
- Tributo a Inti-Illimani Histórico. A la Salud de la Música (2009 Obra Colectiva)
- Travesura (2010 Invitados: Diego «El Cigala» y Eva Ayllón.)